# League of Ireland Premier Division (2024)
League of Ireland Premier Division 2024 (znana jako SSE Airtricity Men’s Premier Division ze względów sponsorskich) – była 40. edycją najwyższej klasy rozgrywkowej piłki nożnej w Irlandii pod tą nazwą, a 104. mistrzowskimi rozgrywkami w ogóle.
Brało w niej udział 10 drużyn, które w okresie od 16 lutego do 1 listopada 2024 rozegrały 36 kolejek meczów. Sezon zakończył baraż o utrzymanie w Premier Division.
Obrońcą tytułu była drużyna Shamrock Rovers. Mistrzostwo po raz czternasty w historii zdobyła drużyna Shelbourne.

## Drużyny
| Uczestnicy poprzedniej edycji | Uczestnicy poprzedniej edycji | Uczestnicy poprzedniej edycji | Uczestnicy poprzedniej edycji |
| --- | ----------------------------- | ----------------------------- | ----------------------------- |
| SHR | Shamrock Rovers               | Dublin                        | 1                             |
| DER | Derry City                    | Derry                         | 2                             |
| STP | St. Patrick’s Athletic        | Dublin                        | 3                             |
| SHB | Shelbourne FC                 | Dublin                        | 4                             |
| DUN | Dundalk F.C.                  | Dundalk                       | 5                             |
| BOD | Bohemian F.C.                 | Dublin                        | 6                             |
| DRU | Drogheda United               | Drogheda                      | 7                             |
| SRS | Sligo Rovers                  | Sligo                         | 8                             |
| Awans z First Division |                               |                               |                               |
| GAU | Galway United                 | Galway                        | 1                             |
| po barażach |                               |                               |                               |
| WAT | Waterford                     | Waterford                     | 2                             |
| Oznaczenia: - kolumna pierwsza – skróty nazw drużyn, - kolumna trzecia – siedziba klubu, - kolumna czwarta – miejsce zajęte w poprzednim sezonie. |                               |                               |                               |

## Tabela
| Lp. | Drużyna                   | M  | Z  | R  | P  | B+ | B– | +/– | Pkt | Kwalifikacja lub spadek                         |
| --- | ------------------------- | -- | -- | -- | -- | -- | -- | --- | --- | ----------------------------------------------- |
| 1   | Shelbourne (M)            | 36 | 17 | 12 | 7  | 40 | 27 | +13 | 63  | Liga Mistrzów UEFA • I runda kwalifikacyjna     |
| 2   | Shamrock Rovers           | 36 | 17 | 10 | 9  | 50 | 35 | +15 | 61  | Liga Konferencji UEFA • II runda kwalifikacyjna |
| 3   | St Patrick’s Athletic     | 36 | 17 | 8  | 11 | 51 | 37 | +14 | 59  | Liga Konferencji UEFA • I runda kwalifikacyjna  |
| 4   | Derry City                | 36 | 14 | 13 | 9  | 48 | 31 | +17 | 55  |                                                 |
| 5   | Galway United             | 36 | 13 | 13 | 10 | 33 | 29 | +4  | 52  |                                                 |
| 6   | Sligo Rovers              | 36 | 13 | 10 | 13 | 40 | 51 | −11 | 49  |                                                 |
| 7   | Waterford                 | 36 | 13 | 6  | 17 | 43 | 47 | −4  | 45  |                                                 |
| 8   | Bohemians                 | 36 | 10 | 12 | 14 | 39 | 43 | −4  | 42  |                                                 |
| 9   | Drogheda United (P, B, O) | 36 | 7  | 13 | 16 | 41 | 58 | −17 | 34  | Baraż o Premier Division                        |
| 10  | Dundalk (S)               | 36 | 5  | 11 | 20 | 23 | 50 | −27 | 26  | Spadek do First Division                        |

1. ↑  Drogheda United, która zakwalifikowała się do drugiej rundy kwalifikacyjnej jako zwycięzca Pucharu FAI 2024, została wykluczona z rozgrywek, ponieważ ich właścicielami jest Trivela Group będąca również właścicielami duńskiego klubu Silkeborg IF. Żaden irlandzki klub nie był w stanie ich zastąpić, ponieważ nie uzyskał w terminie licencji UEFA[2].

## Wyniki
| Gospodarz \ Gość      | BOH | DER | DRO | DUN | GAL | STP | SHM | SHE | SLI | WAT | BOH | DER | DRO | DUN | GAL | STP | SHM | SHE | SLI | WAT |
| --------------------- | --- | --- | --- | --- | --- | --- | --- | --- | --- | --- | --- | --- | --- | --- | --- | --- | --- | --- | --- | --- |
| Bohemians             |     | 2–1 | 1–0 | 1–0 | 0–1 | 2–2 | 1–1 | 0–2 | 2–2 | 0–1 |     | 1–2 | 0–1 | 1–1 | 1–1 | 1–3 | 2–1 | 1–1 | 0–2 | 2–3 |
| Derry City            | 1–0 |     | 2–1 | 4–1 | 0–1 | 2–1 | 1–3 | 1–1 | 2–2 | 3–0 | 1–1 |     | 5–1 | 1–1 | 2–0 | 3–1 | 1–0 | 0–1 | 1–1 | 3–0 |
| Drogheda United       | 2–1 | 2–2 |     | 2–1 | 2–3 | 0–0 | 0–2 | 2–2 | 3–1 | 1–4 | 2–2 | 2–1 |     | 0–0 | 0–0 | 0–0 | 0–1 | 1–1 | 7–0 | 2–0 |
| Dundalk               | 2–0 | 0–0 | 0–0 |     | 0–2 | 0–0 | 1–0 | 0–0 | 0–5 | 0–0 | 0–2 | 0–2 | 4–2 |     | 0–2 | 1–2 | 0–1 | 0–1 | 1–0 | 0–2 |
| Galway United         | 0–2 | 0–0 | 0–0 | 2–0 |     | 0–1 | 0–1 | 1–0 | 0–0 | 2–1 | 1–1 | 1–0 | 3–0 | 1–1 |     | 1–1 | 1–2 | 1–0 | 2–2 | 1–0 |
| St Patrick’s Athletic | 0–1 | 0–1 | 1–0 | 1–0 | 2–1 |     | 2–1 | 1–2 | 3–0 | 1–1 | 0–0 | 1–0 | 4–1 | 2–3 | 2–1 |     | 2–1 | 1–2 | 3–2 | 3–0 |
| Shamrock Rovers       | 3–1 | 2–2 | 4–0 | 1–1 | 1–1 | 2–2 |     | 0–2 | 3–0 | 1–3 | 1–0 | 1–0 | 1–1 | 1–0 | 1–1 | 0–3 |     | 2–0 | 4–0 | 2–1 |
| Shelbourne            | 1–2 | 0–0 | 1–1 | 2–1 | 1–0 | 1–0 | 2–1 |     | 1–2 | 1–0 | 1–1 | 0–0 | 2–1 | 1–0 | 2–0 | 2–3 | 0–0 |     | 0–0 | 3–1 |
| Sligo Rovers          | 0–3 | 0–0 | 3–1 | 1–1 | 0–0 | 1–0 | 0–0 | 0–1 |     | 0–1 | 0–2 | 2–1 | 2–1 | 2–1 | 2–0 | 0–2 | 2–0 | 2–1 |     | 2–0 |
| Waterford             | 2–1 | 0–2 | 4–2 | 4–1 | 0–0 | 3–1 | 1–2 | 1–1 | 0–1 |     | 1–1 | 0–1 | 0–0 | 2–1 | 1–2 | 1–0 | 1–2 | 0–1 | 4–1 |     |

## Baraż o Premier Division
Drogheda United wygrała 3-1 z Bray Wanderers finał baraży o miejsce w Premier Division na sezon 2025.
|  |                         |                         |                         |                         |                         |   |                |                      |                      |                      |                 |   |              |              |              |
|  | First Division półfinał | First Division półfinał | First Division półfinał | First Division półfinał | First Division półfinał |   |                | First Division finał | First Division finał | First Division finał |                 |   | Finał baraży | Finał baraży | Finał baraży |
|  | First Division półfinał | First Division półfinał | First Division półfinał | First Division półfinał | First Division półfinał |   |                | First Division finał | First Division finał | First Division finał |                 |   | Finał baraży | Finał baraży | Finał baraży |
|  |                         |                         |                         |                         |                         |   |                |                      |                      |                      |                 |   |              |              |              |
|  |                         |                         |                         |                         |                         |   |                |                      |                      |                      |                 |   |              |              |              |
|  | 5                       | Bray Wanderers          | 2                       | 0                       | 2                       | 5 | Bray Wanderers | 1                    |                      |                      |                 |   |              |              |              |
|  | 5                       | Bray Wanderers          | 2                       | 0                       | 2                       | 5 | Bray Wanderers | 1                    |                      |                      |                 |   |              |              |              |
|  | 2                       | UCD                     | 0                       | 1                       | 1                       |   |                |                      |                      | 9                    | Drogheda United | 3 |              |              |              |
|  | 2                       | UCD                     | 0                       | 1                       | 1                       |   |                | 5                    | Bray Wanderers *     | 9                    | Drogheda United | 3 | 2 (4)        |              |              |
|  |                         |                         |                         |                         |                         |   |                | 5                    | Bray Wanderers *     |                      |                 |   |              |              |              |
|  |                         |                         | 4                       | Athlone Town            | 2 (2)                   |   |                |                      |                      |                      |                 |   |              |              |              |
|  | 4                       | Athlone Town            | 4                       | Athlone Town            | 2 (2)                   | 1 | 0              | 1                    |                      |                      |                 |   |              |              |              |
|  | 4                       | Athlone Town            |                         |                         |                         |   |                | 1                    |                      |                      |                 |   |              |              |              |
|  | 3                       | Wexford                 | 0                       | 0                       | 0                       |   |                |                      |                      |                      |                 |   |              |              |              |
|  | 3                       | Wexford                 | 0                       | 0                       | 0                       |   |                |                      |                      |                      |                 |   |              |              |              |

* zwycięstwo po karnych.

| 24 października 2024 | Bray Wanderers                                  | 2:0   | UCD |                                                           |
| 20:45                | Guillermo Almirall 17' · Cristian Măgerușan 70' | (1:0) |     | Carlisle Grounds, Bray Widzów: Mark Houlihan Sędzia: 1205 |

| 28 października 2024 | UCD                | 1:0   | Bray Wanderers |                                                     |
| 18:00                | Ronan Finn 89' (k) | (0:0) |                | UCD Bowl, Dublin Widzów: 1112 Sędzia: Declan Toland |

| 24 października 2024 | Athlone Town      | 1:0   | Wexford |                                                                |
| 20:45                | Dean Ebbe 53' (k) | (0:0) |         | Athlone Town Stadium, Athlone Widzów: 572 Sędzia: Oliver Moran |

| 28 października 2023 | Wexford | 0:0   | Athlone Town |                                                              |
| 16:00                |         | (0:0) |              | Ferrycarrig Park, Wexford Widzów: 1251 Sędzia: Alan Patchell |

| 2 listopada 2024 | Bray Wanderers                                                         | 2:2 (pd.)               | Athlone Town                                                    |                                                        |
| 17:00            | John O’Sullivan 63' (sam.) · Cole Omorehiomwan 90+2'                   | (2:0, 2:2, 2:2, k. 4:2) | 11' Dean Ebbe · 24' German Fuentes                              | Dalymount Park, Dublin Widzów: 1872 Sędzia: Marc Lynch |
| 17:00            | · Shane Griffin · Darren Craven · Cristian Măgerușan · John O’Sullivan | Rzuty karne             | · Aaron Connolly · Brian Torre · Daniel McKenna · Amardo Oakley | Dalymount Park, Dublin Widzów: 1872 Sędzia: Marc Lynch |

| 16 listopada 2024 | Bray Wanderers   | 1:3   | Drogheda United                            |                                                          |
| 15:00             | Harry Groome 63' | (0:2) | 32' James Bolger · 36', 52' Frantz Pierrot | Tallaght Stadium, Dublin Widzów: 5573 Sędzia: Neil Doyle |

## Najlepsi strzelcy
| Bramki | Strzelcy       | Drużyna         |
| ------ | -------------- | --------------- |
| 14     | Pádraig Amond  | Waterford       |
| 14     | Patrick Hoban  | Derry City      |
| 13     | Johnny Kenny   | Shamrock Rovers |
| 10     | Seán Boyd      | Shelbourne      |
| 10     | Frantz Pierrot | Drogheda United |
| 9      | Ellis Chapman  | Sligo Rovers    |
| 9      | Stephen Walsh  | Galway United   |
| 8      | Aaron Greene   | Shamrock Rovers |
| 8      | Will Jarvis    | Shelbourne      |

Źródło: 

## Trenerzy, kapitanowie i sponsorzy
| Drużyna               | Trener            | Kapitan          | Sponsor techniczny | Sponsor strategiczny                                 |
| --------------------- | ----------------- | ---------------- | ------------------ | ---------------------------------------------------- |
| Bohemians             | Alan Reynolds     | Keith Buckley    | O'Neills           | Des Kelly Interiors                                  |
| Derry City            | Ruaidhrí Higgins  | Patrick McEleney | O'Neills           | Diamond Corrugated                                   |
| Drogheda United       | Kevin Doherty     | Gary Deegan      | Erreà              | Drogheda Credit Union                                |
| Dundalk               | Liam Burns (tym.) | John Mountney    | Playr-Fit          | 888casino                                            |
| Galway United         | John Caulfield    | Conor McCormack  | O'Neills           | Comer Property Management                            |
| Shamrock Rovers       | Stephen Bradley   | Roberto Lopes    | Umbro              | MASCOT Workwear                                      |
| Shelbourne            | Damien Duff       | Mark Coyle       | O'Neills           | Realtor Global (dom) – One Coat Roof Seal (wyjazd/3) |
| Sligo Rovers          | John Russell      | Niall Morahan    | Joma               | Avant Money                                          |
| St Patrick’s Athletic | Stephen Kenny     | Joe Redmond      | Umbro              | Manguard Plus                                        |
| Waterford             | Keith Long        | Barry Baggley    | New Balance        | DG Foods                                             |

### Zmiany trenerów
| Klub                  | Były trener                        | Powód      | Data odejścia | Nowy trener                        | Data zatrudnienia | Źródło |
| --------------------- | ---------------------------------- | ---------- | ------------- | ---------------------------------- | ----------------- | ------ |
| W trakcie sezonu      |                                    |            |               |                                    |                   |        |
| Bohemians             | Declan Devine                      | Zwolniony  | 2024-03-10    | Derek Pender (tym.)                | 2024-03-10        | [ 24 ] |
| Bohemians             | Derek Pender (tym.)                |            | 2024-03-26    | Alan Reynolds                      | 2024-03-26        | [ 25 ] |
| Dundalk               | Stephen O'Donnell                  | Zwolniony  | 2024-04-08    | Liam Burns & Brian Gartland (tym.) | 2024-04-08        | [ 26 ] |
| Dundalk               | Liam Burns & Brian Gartland (tym.) |            | 2024-04-20    | Noel King                          | 2024-04-20        | [ 27 ] |
| St Patrick’s Athletic | Jon Daly                           | Zwolniony  | 2024-05-07    | Seán O'Connor (tym.)               | 2024-05-07        | [ 28 ] |
| Dundalk               | Noel King                          | Rezygnacja | 2024-05-15    | Liam Burns (tym.)                  | 2024-05-15        | [ 29 ] |
| St Patrick’s Athletic | Seán O'Connor (tym.)               |            | 2024-05-16    | Stephen Kenny                      | 2024-05-16        | [ 30 ] |
| Dundalk               | Liam Burns (tym.)                  |            | 2024-05-23    | Jon Daly                           | 2024-05-23        | [ 31 ] |

## Stadiony
| Bohemians       |
| --------------- |
| Dalymount Park  |
| Pojemność: 3640 |
|                 |

| Derry City         |
| ------------------ |
| Brandywell Stadium |
| Pojemność: 3700    |
|                    |

| Drogheda United  |
| ---------------- |
| Hunky Dorys Park |
| Pojemność: 3500  |
|                  |

| Dundalk         |
| --------------- |
| Oriel Park      |
| Pojemność: 4500 |
|                 |

| Galway United     |
| ----------------- |
| Eamonn Deacy Park |
| Pojemność: 5000   |
|                   |

| St Patrick’s Athletic |
| --------------------- |
| Richmond Park         |
| Pojemność: 5340       |
|                       |

| Shamrock Rovers  |
| ---------------- |
| Tallaght Stadium |
| Pojemność: 8000  |
|                  |

| Shelbourne      |
| --------------- |
| Tolka Park      |
| Pojemność: 4400 |
|                 |

| Sligo Rovers    |
| --------------- |
| Showgrounds     |
| Pojemność: 3873 |
|                 |

| Waterford                        |
| -------------------------------- |
| Waterford Regional Sports Centre |
| Pojemność: 5500                  |
|                                  |

Źródło: 